# Karel Link
Karel Link (4. srpna 1832 Praha – 4. května 1911 tamtéž) byl český taneční mistr a hudební skladatel. Dlouhodobě vedl Královskou českou zemskou taneční školu. Tvořil hudbu k tanci, roku 1863 složil společně s Ferdinandem Hellerem salonní tanec Česká beseda. Je autorem několika odborných spisů.

## Život

### Tanečním mistrem
Narodil se v Praze 4. srpna 1832. Jeho otcem byl taneční mistr Hynek Link, který roku 1828 založil vlastní školu. Karel Link navštěvoval v letech 1840–1841 pražskou baletní školu, v níž byl tak úspěšný, že ve druhém ročníku už sólově vystupoval v divadle. Potom se přihlásil na novoměstské gymnázium, ale studium předčasně ukončil roku 1848, aby mohl pomáhat otci. Od té doby se věnoval již jen výuce tance a jako učitel získal brzy velký věhlas.
Roku 1855 se stal adjunktem stavovského zemského tanečního učitele. Po smrti otce (zemřel 26. května 1870 ve věku 70 let na „ochrnutí plic“) byl nejprve jmenován jeho prozatímním zástupcem a zakrátko královským českým zemským tanečním učitelem. Po 25 letech se stal ředitelem. Tanec vyučoval i v c. k. pěší kadetní škole v Praze (1884–1892), v ústavu anglických panen, dívčím ústavu Sacré Cur, v městské dívčí škole (10 let), ve významných rodinách a ve Strakově akademii.
Měl pověst přísného a pečlivého tanečního mistra, představitele tradiční solidní školy. Jan Neruda ho žertovně označoval jako „nejvyššího pána“ nebo „tyrana“ pražského masopustu, protože nepropustil žáka, dokud vše důkladně nezvládl. Jeho školou prošly generace.
Link si pro svou taneční školu postavil novorenesanční nárožní Dům s taneční školou Karla Linka čp. 1050 je na Starém Městě v Praze 1 na rohu Divadelní ulice (12) a Krocínovy ulice (1). Dům mu v letech 1875–1876 postavil významný český architekt 19. století Antonín Wiehl. 

### Skladatelem
Byl rovněž skladatelem. Na podzim 1862 společně s Ferdinandem Hellerem připravil a počátkem následujícího roku během masopustu poprvé uvedl tanec Česká beseda, inspirovaný lidovou tvorbou. Velmi rychle se proslavil; svědčí o tom mimo jiné, že pro mimopražské zájemce a jako upomínka na masopust vyšla ještě v únoru 1863 nákladem slovanského knihkupectví příručka Beseda, český salonní tanec v české a francouzské verzi. Populární byly i další Linkovy tance (čtverylka, rodová, moravěnka aj.).

### Další osudy
Karel Link zemřel 4. května 1911, pohřben byl na Olšanech. Jeho taneční školu převzal syn Karel Jan Link, který v ní působil jako adjunkt pod otcovým vedením již dříve.

## Dílo
Knižně vydal:
- Beseda : český salonní tanec: (Se čtyřmi zvláštními obrazci) (1863), s řadou reedic
- La Beseda, danse de salon Bohème: (Avec quatre planches) (1863), francouzská verze předchozí publikace
- Tanec se stanoviska theoretického a aesthetického: stručný návod co proprava k praktickému vyučování (1872, 1874)
- Redowa (1880), název je překladem názvu „rejdovák“ do francouzštiny[8]
- Čtverylka (quadrille française) a dvořanka (quadrille à la cour): snadno pochopitelné vysvětlení těchto moderních společenských tanců (1884)
- Kotillon: stručný návod ku porozumění a pořádání (1886)
- Salonní čtverylka: nový společenský tanec o pěti odděleních (1890)